# Niphona falaizei
Niphona falaizei är en skalbaggsart som beskrevs av Stefan von Breuning 1962. Niphona falaizei ingår i släktet Niphona och familjen långhorningar.
Artens utbredningsområde är Laos. Inga underarter finns listade i Catalogue of Life.